# ARM Humboldt (BI-01)
El ARM Humboldt (BI-01) es un barco de Investigación Oceanográfica de la Armada de México. El ARM Humboldt (BI-01) se incorporó a la Armada de México el 22 de junio de 1987 y es uno de los buques de investigación más importantes con los que cuenta la Armada de México.
- Datos: Q5653896